# Профилактика (техника)
Вижте пояснителната страница за други значения на профилактика.
Профилактиката, като технически термин, означава комплекс от мерки и мероприятия, за поддръжка на уреди, апарати и съоръжения. Основната цел на техническата профилактика е да се осигури точна и безаварийна работа на поддържаните системи.